# Rvfv
Rvfv (* 24. April 2001 in Almería; bürgerlich Rafael Ruiz) ist ein spanischer Sänger und Rapper, der 2019 mit der Single Prendio bekannt wurde.

## Leben
Rvfv begann schon als Teenager als Rapper aufzutreten. Zu seinen Einflüssen zählen Reggaeton und Dancehall.

## Karriere
Mit seiner Debütsingle Sonido de barrio konnte er bereits regionalen Erfolg erzielen.
2019 erreichte er mit seiner Single Prendio erstmals die spanischen Singlecharts.
Im Januar 2022 erschien mit Nastu sein Debütalbum, welches die Top 20 der spanischen Musikcharts erreichte. Im gleichen Jahr erschien seine EP Metamorfosis.

## Diskografie

### Alben
| Jahr | Titel Musiklabel       | Höchstplatzierung, Gesamtwochen, AuszeichnungChartsChartplatzierungen (Jahr, Titel, Musiklabel, Platzierungen, Wochen, Auszeichnungen, Anmerkungen) | Anmerkungen                           |
| Jahr | Titel Musiklabel       | ES | Anmerkungen                           |
| ---- | ---------------------- | --- | ------------------------------------- |
| 2022 | Nastu Nastu Music      | ES17 Gold · (89 Wo.)ES | Erstveröffentlichung: 28. Januar 2022 |
| 2024 | El tiburón Nastu Music | ES3 (33 Wo.)ES | Erstveröffentlichung: 31. Mai 2024    |

### EPs
- 2022: Metamorfosis

### Singles
| Jahr | Titel Album                | Höchstplatzierung, Gesamtwochen, AuszeichnungChartsChartplatzierungen (Jahr, Titel, Album, Platzierungen, Wochen, Auszeichnungen, Anmerkungen) | Anmerkungen                                                                                   |
| Jahr | Titel Album                | ES | Anmerkungen                                                                                   |
| --- | -------------------------- | --- | --------------------------------------------------------------------------------------------- |
| 2019 | Prendio –                  | ES14 Platin · (17 Wo.)ES | Erstveröffentlichung: 16. April 2019                                                          |
| 2019 | Mirándote –                | ES9 ×3Dreifachplatin · (20 Wo.)ES | Erstveröffentlichung: 18. Juni 2019                                                           |
| 2019 | Apriétala –                | ES55 Platin · (9 Wo.)ES | Erstveröffentlichung: 31. Juli 2019                                                           |
| 2019 | Ella No Quiere Rosé –      | ES44 Platin · (16 Wo.)ES | Erstveröffentlichung: 22. November 2019 mit Bandage                                           |
| 2019 | Prendio (Remix) –          | ES14 ×3Dreifachplatin · (36 Wo.)ES | Erstveröffentlichung: 20. Dezember 2019 mit Omar Montes & Daviles De Novelda                  |
| 2020 | No Quiero Verte –          | ES95 Gold · (1 Wo.)ES | Erstveröffentlichung: 14. Februar 2020 mit Keen Levy                                          |
| 2020 | Trendy –                   | ES9 Platin · (14 Wo.)ES | Erstveröffentlichung: 24. Juli 2020 mit Lola Índigo                                           |
| 2020 | No Puedo Amar –            | ES24 Gold · (9 Wo.)ES | Erstveröffentlichung: 11. September 2020 mit Omar Montes                                      |
| 2020 | Normal que se lo crea –    | ES75 Gold · (7 Wo.)ES | Erstveröffentlichung: 24. September 2020 mit Daviles de Novelda & Omar Montes feat. Keen Levy |
| 2020 | Fake Capo (Remix) –        | ES28 Platin · (16 Wo.)ES | Erstveröffentlichung: 6. November 2020 mit Karetta El Gucci, Omar Montes & Chimbala           |
| 2020 | Yo No Sé Nastu             | ES25 ×2Doppelplatin · (22 Wo.)ES | Erstveröffentlichung: 20. November 2020                                                       |
| 2021 | No Quiero Amor Nastu       | ES24 Platin · (13 Wo.)ES | Erstveröffentlichung: 11. Juni 2021 mit Omar Montes                                           |
| 2021 | Romeo y Julieta –          | ES71 Gold · (7 Wo.)ES | Erstveröffentlichung: 23. September 2021 mit Lola Índigo                                      |
| 2021 | Bandido (Remix) –          | ES87 Platin · (94 Wo.)ES | Erstveröffentlichung: 23. Dezember 2021 mit Cyril Kamer & Cano                                |
| 2022 | Tigini (Remix) –           | ES4 ×4Vierfachplatin · (31 Wo.)ES | Erstveröffentlichung: 20. Mai 2022 mit Kikimoteleba                                           |
| 2022 | Pantera –                  | ES13 Platin · (12 Wo.)ES | Erstveröffentlichung: 9. September 2022 mit Duki                                              |
| 2022 | K alegría –                | ES50 Gold · (4 Wo.)ES | Erstveröffentlichung: 16. September 2022 mit Dellafuente                                      |
| 2022 | Dominicana Metamorfosis    | ES16 ×2Doppelplatin · (20 Wo.)ES | Erstveröffentlichung: 1. Dezember 2022 mit Morad & Pablo Mas                                  |
| 2023 | Antes –                    | ES17 ×3Dreifachplatin · (21 Wo.)ES | Erstveröffentlichung: 10. März 2023 mit Edu Garcia                                            |
| 2023 | Que te baya bien –         | ES19 Platin · (9 Wo.)ES | Erstveröffentlichung: 31. April 2023                                                          |
| 2023 | Capitán –                  | ES100 (1 Wo.)ES | Erstveröffentlichung: 26. Mai 2023 mit Sfera Ebbasta & Anitta                                 |
| 2023 | Mantra –                   | ES68 Gold · (2 Wo.)ES | Erstveröffentlichung: 18. August 2023 mit Oscar El Ruso & Samuel G feat. Liderj               |
| 2023 | Spanish Teteo –            | ES44 Gold · (2 Wo.)ES | Erstveröffentlichung: 8. September 2023 mit Rels B & Omar Montes                              |
| 2023 | Casanova (Remix) –         | ES2 ×3Dreifachplatin · (39 Wo.)ES | Erstveröffentlichung: 7. Dezember 2023 mit Soolking & Lola Índigo                             |
| 2023 | Ten cuidao –               | ES75 (1 Wo.)ES | Erstveröffentlichung: 15. Dezember 2023 mit Beny Jr                                           |
| 2024 | Lo que tiene –             | ES7 ×3Dreifachplatin · (52 Wo.)ES | Erstveröffentlichung: 8. März 2024 mit Morad & Beny Jr                                        |
| 2024 | Thalía (Remix) –           | ES27 Gold · (9 Wo.)ES | Erstveröffentlichung: 11. Juli 2024 mit Cyril Kamer & Polimá Westcoast                        |
| 2024 | Orgullosa de Papá –        | ES62 Gold · (10 Wo.)ES | Erstveröffentlichung: 26. September 2024 mit Cano                                             |
| 2024 | Hm Hm Hm (Remix) –         | ES13 Gold · (14 Wo.)ES | Erstveröffentlichung: 29. November 2024 mit Youka                                             |
| 2025 | Corazón Puro –             | ES9 Gold · (15 Wo.)ES | Erstveröffentlichung: 24. Januar 2025 mit Morad & Rels B                                      |
| 2025 | Mágico –                   | ES86 (1 Wo.)ES | Erstveröffentlichung: 13. Juni 2025 mit David Marley                                          |
| Folgende Lieder erschienen nicht als Single, wurden aber durch das Album zum Download und Streaming bereitgestellt und konnten somit eine Platzierung erlangen: |                            | |                                                                                               |
| |                            | |                                                                                               |
| 2022 | Mi Luz Nastu               | ES9 ×8Achtfachplatin · (127 Wo.)ES | feat. Rels B                                                                                  |
| 2022 | Mami Nastu                 | ES23 ×3Dreifachplatin · (36 Wo.)ES | feat. Pablo Mas                                                                               |
| 2024 | 0 confianza El tiburón     | ES26 Gold · (4 Wo.)ES | feat. Morad                                                                                   |
| 2024 | Rueda El tiburón           | ES20 Platin · (12 Wo.)ES | feat. David Bisbal                                                                            |
| 2024 | Como estás bebe El tiburón | ES89 (1 Wo.)ES | feat. Lola Índigo                                                                             |

Weitere Singles
- 2017: Sonido de barrio
- 2019: Mi consuelo (mit Keen Levy, ES: Gold)
- 2020: Una noche (mit Liderj, ES: Gold)
- 2021: Te sale (mit Lennis Rodriguez, ES: Gold)
- 2021: Diferente 2.0 (mit Pablo Mas, ES: Gold)
- 2022: Hace calor (Remix) (mit Kaleb di Masi & Sfera Ebbasta feat. Omar Varela, ES: Gold)
- 2022: Pensando en Mi (ES: Gold)
- 2023: Caramelo (Villabanks & Shiva)

### Gastbeiträge
| Jahr | Titel Album           | Höchstplatzierung, Gesamtwochen, AuszeichnungChartsChartplatzierungen (Jahr, Titel, Album, Platzierungen, Wochen, Auszeichnungen, Anmerkungen) | Anmerkungen      |
| Jahr | Titel Album           | ES | Anmerkungen      |
| --- | --------------------- | --- | ---------------- |
| Folgende Lieder erschienen nicht als Single, wurden aber durch das Album zum Download und Streaming bereitgestellt und konnten somit eine Platzierung erlangen: |                       | |                  |
| |                       | |                  |
| 2023 | Desespero Reinsertado | ES99 Platin · (1 Wo.)ES | Morad feat. Rvfv |

## Auszeichnungen für Musikverkäufe
| Goldene Schallplatte - Italien - 2023: für die Single Mirándote - 2024: für die Single Capitán - 2024: für das Lied Mami - 2024: für die Single Caramelo - Spanien - 2025: für das Lied No me quiere ver | 3× Platin-Schallplatte - Italien - 2023: für die Single Hace calor (Remix) - 2024: für die Single Yo No Sé |

Anmerkung: Auszeichnungen in Ländern aus den Charttabellen bzw. Chartboxen sind in ebendiesen zu finden.
| Land/RegionAuszeichnungen für Musikverkäufe (Land/Region, Auszeichnungen, Verkäufe, Quellen) | Gold       | Platin       | Verkäufe  | Quellen             |
| -------------------------------------------------------------------------------------------- | ---------- | ------------ | --------- | ------------------- |
| Italien (FIMI)                                                                               | 4× Gold4   | 6× Platin6   | 800.000   | fimi.it             |
| Spanien (Promusicae)                                                                         | 20× Gold20 | 45× Platin45 | 3.200.000 | elportaldemusica.es |
| Insgesamt                                                                                    | 24× Gold24 | 51× Platin51 |           |                     |